# Commentaar van Guliang op de Lente- en herfstannalen
Het Commentaar van Guliang (Guliangzhuan) is een commentaar op de Lente- en Herfstannalen en behoort net als het Commentaar van Gongyang en de Zuozhuan tot de drie commentaren die zelf ook weer tot de Confucianistische Klassieken worden gerekend. Deze drie commentaren zijn voortgekomen uit drie verschillende richtingen, die elk op eigen wijze de Lente- en Herfstannalen interpreteerden. De traditie van Guliang was vermoedelijk afkomstig uit de staat Lu, de staat waar ook Confucius vandaan kwam.

## Ontstaan

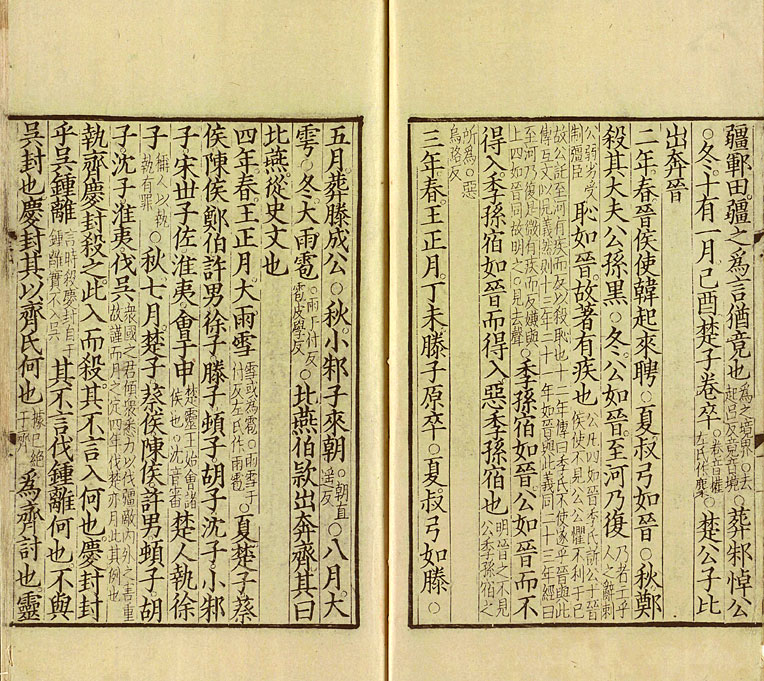
Pagina uit de Lente en Herfst Annalen, tussen de hoofdtekst is het Commentaar van Guliang gevoegd, zoals geannoteerd door Fan Ning. Gedrukt gedurende jaartitel Shaoxi (1190–1194) van keizer Guangzong. (Nationaal Paleis Museum, Taipei, Taiwan)

De Guliangzhuan werd traditioneel toegeschreven aan Guliang Chu (穀梁俶) (of Guliang Chi 穀梁赤), een leerling van Zixia (子夏), die op zijn beurt weer een leerling van Confucius was geweest. Het commentaar werd, net als de Gongyangzhuan in verband gebracht met de nieuwe teksten (jinwen), dat wil zeggen teksten die stammen uit de pre-Qin-tijd, onder de Qin werden verboden en gedurende de Han-dynastie opnieuw zijn opgeschreven in het gestandaardiseerde klerkenschrift.
Omdat er in het werk citaten uit de Gongyangzhuan voorkomen, moet de Guliangzhuan van latere datum zijn dan de Gongyangzhuan. Mogelijk is het werk pas in de Han-tijd ontstaan en kreeg de tekst aanzien vanwege de band met Lu, de staat waar Confucius was geboren. Het boek verkreeg een officiële status tijdens de Shiquge-bijeenkomst (石渠閣), die op bevel van keizer Xuan (71-47 v.Chr.) in 51 v. Chr werd gehouden om te discussiëren over de nieuwe teksten. Het commentaar werd in de 4e eeuw na Chr. door Fan Ning (范甯, 339-401) tot één geheel versmolten met de Lente- en Herfstannalen en van een (sub)-commentaar voorzien. Zijn werk vormt de basis voor de huidige versie.

## Inhoud
Net als de Gongyangzhuan is ook de Guliangzhuan geschreven in de vorm van een catechismus: door middel van vragen en antwoorden wordt commentaar geleverd op de gebeurtenissen die in de Lente- en Herfstannalen zijn beschreven. Door te letten op de woordkeuze werd zo  duidelijk gemaakt met welke gebeurtenissen Confucius zou hebben ingestemd en welke door hem werden afgewezen. (baobian 褒貶, letterlijk: prijzen en afkeuren). Men probeerde zo de diepere zin van de woordkeuze te verklaren.

## Vertaling
- Gen Liang, A Forgotten Book. Chun Qiu Guliang Zhuan, Singapore (Global Publishing), 2011, ISBN 978-981-4366-79-3
  - Een volledige vertaling, inclusief tekst in het Chinees.
- Malmqvist, Göran, 'Studies on the Gongyang and Guliang commentaries' in: Bulletin of the Museum of Far Eastern Antiquities, 43 (1971), pp. 67–222; 47 (1975) pp. 19–70 en 49 (1977) pp. 33–215.
  - Vertaling van grote delen van beide commentaren.